# Липівський орнітологічний заказник
Ли́півський зака́зник — орнітологічний заказник загальнодержавного значення в Україні. Розташований у Золотоніському районі Черкаської області.

## Опис
Створено у 1974 році на площі 4500 га згідно з Постановою Ради Міністрів УРСР від 28.10.1974 р. № 500. У 2016 році Указом Президента України площу збільшено до 4631 га. Перебуває у віданні мисливського господарства «Вільхівська Дача». 
Створено з метою охорони місця відтворення корисної водоплавної дичини. Займає частину акваторії Кременчуцького водосховища у трикутнику між селами Кедина Гора, Благодатне і станцією Панське. Це здебільшого мілководні ділянки водоймища із заростями очерету вздовж берега та острівців. З метою покращення кормової бази водоплавних птахів був інтродукований далекосхідний рис (Zizania aquatica). Із зменшенням рівня води у водосховищі наприкінці осені тут оголюються великі піщані плеса, між якими залишаються протоки. 
Із рослин, занесених до Червоної книги України, трапляються сальвінія плаваюча, водяний горіх. 
Найбільше значення заказник має для збереження водно-болотних птахів. Восени у заказнику збирається до 17 тис. птахів, які зупиняються тут для годування. Найчисленнішим є крижень, високої чисельності також досягають лиска, чернь чубата, лебідь-шипун. Відмічено 8 видів птахів, що занесені до Червоної книги України: лебідь малий, гоголь, крех середній, скопа, лунь польовий, орлан-білохвіст, сапсан та сорокопуд сірий. Загалом у заказнику протягом року перебуває понад 100 видів птахів.
Досить багата іхтіофауна. Існують великі запаси ляща, плітки та інших промислових видів риб. Заказник відіграє велике значення для збереження риб як місце їхнього нересту. 
У заказнику заборонене полювання, риболовля, збір рослин та інші види господарської діяльності.

## Галерея

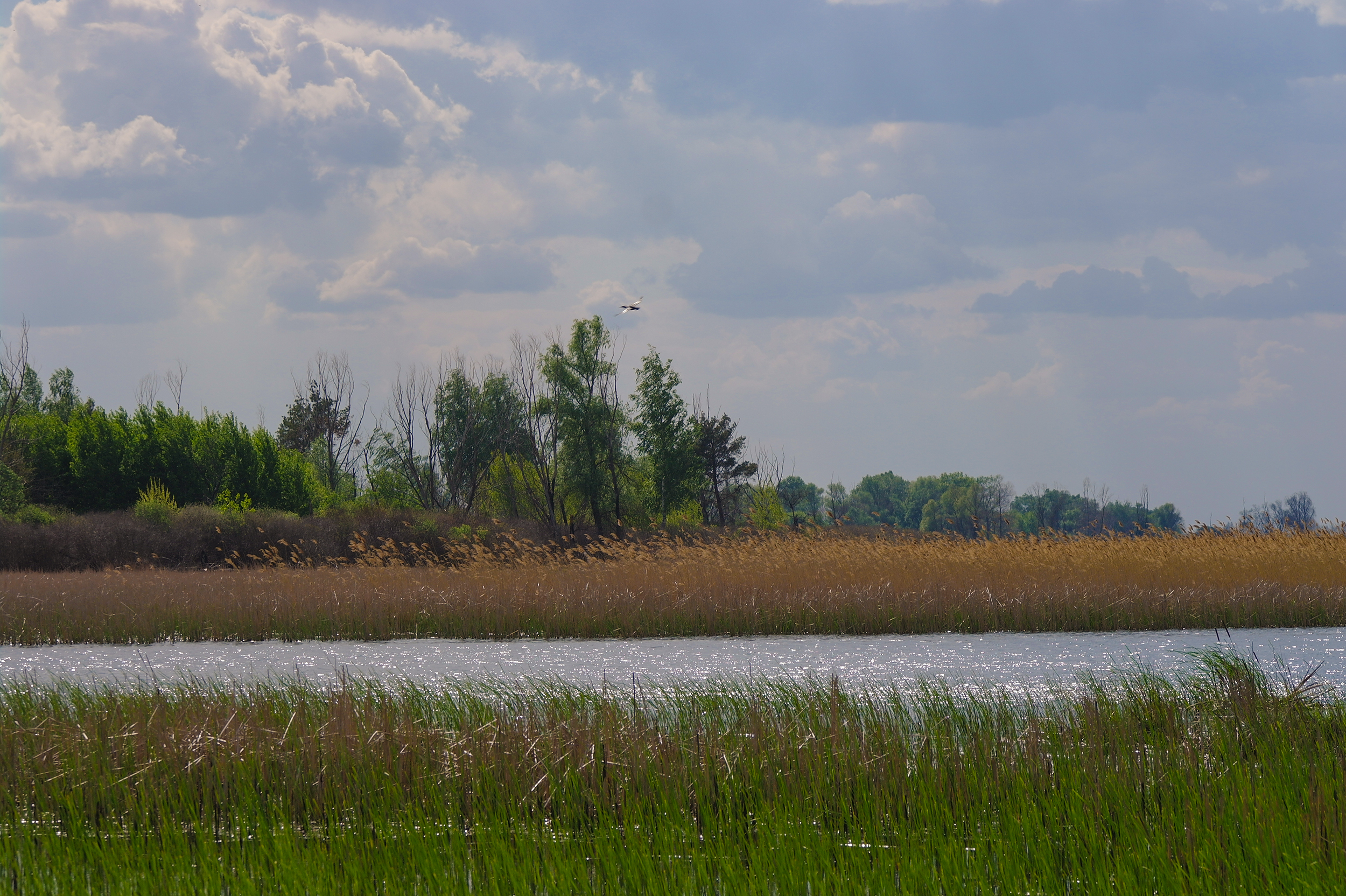
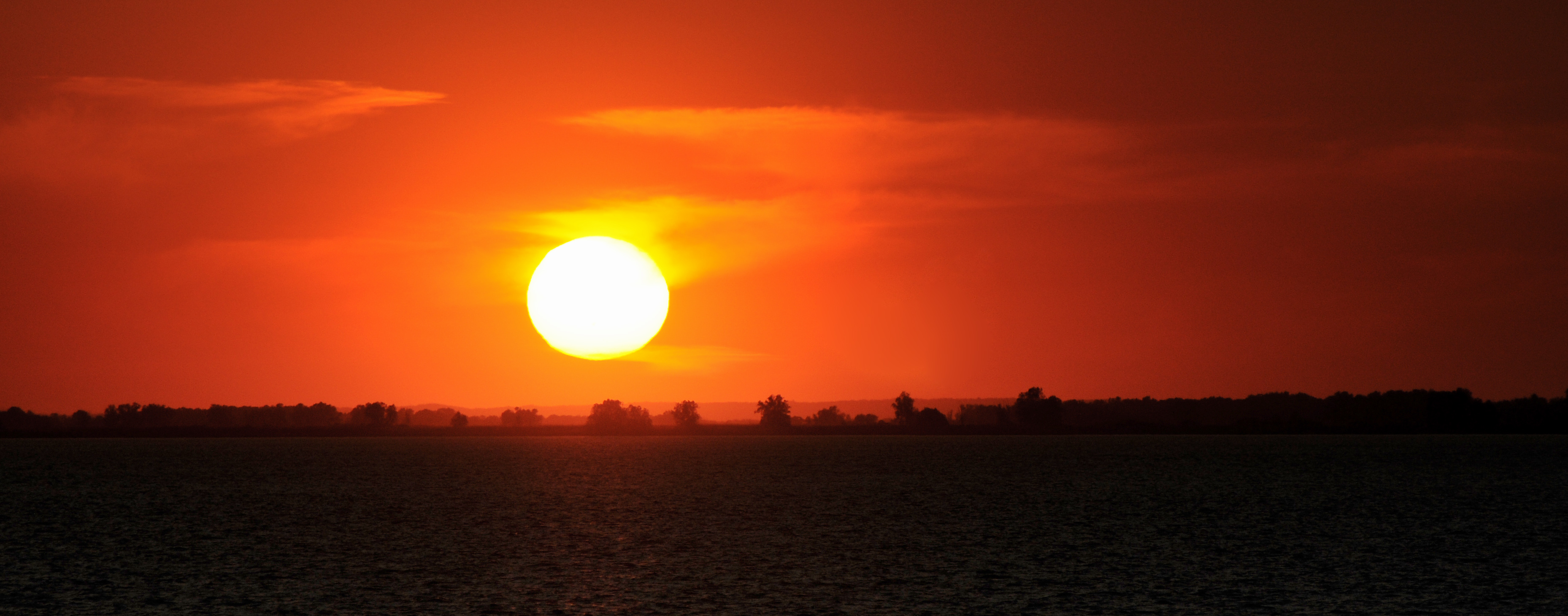
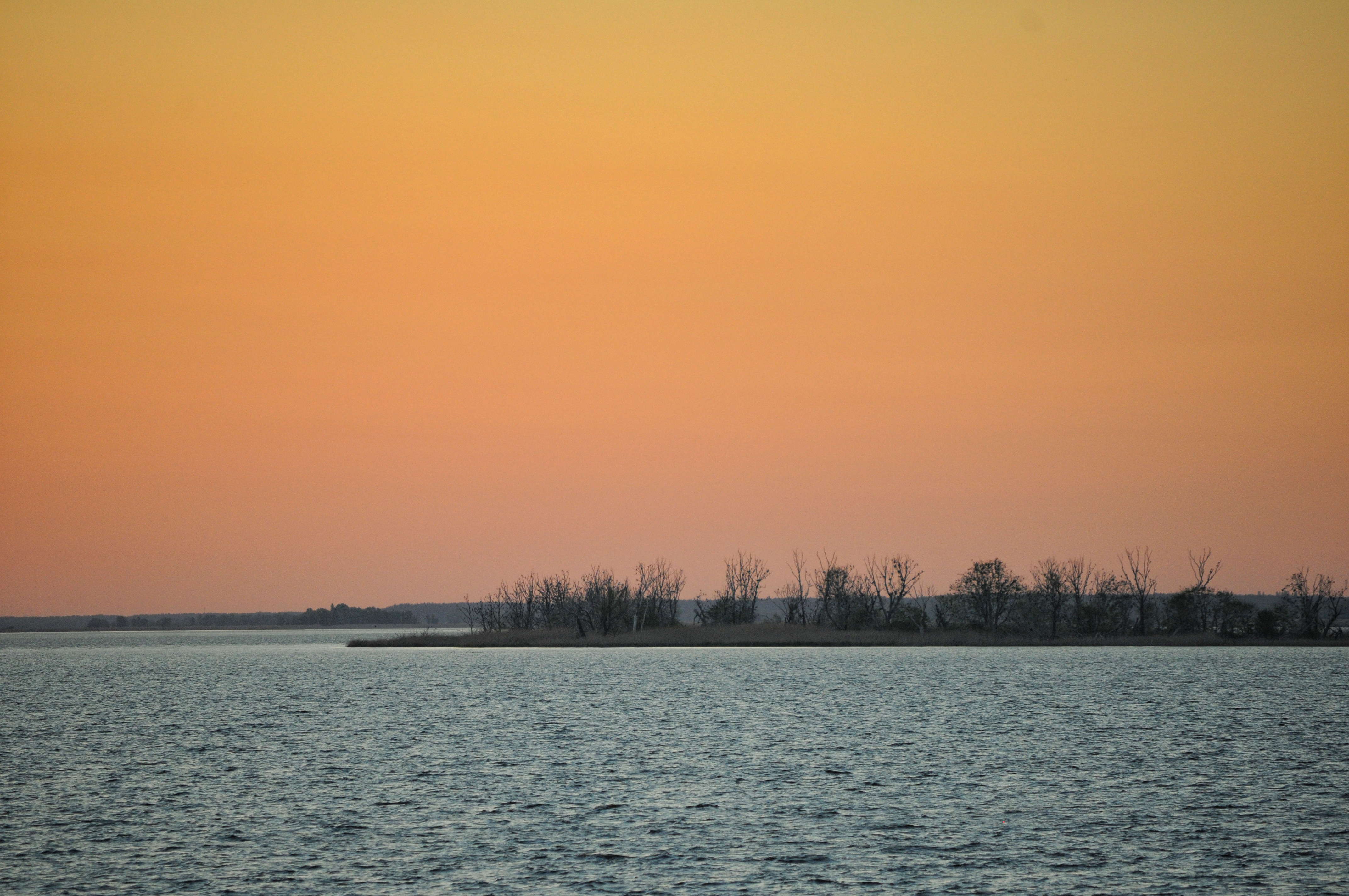
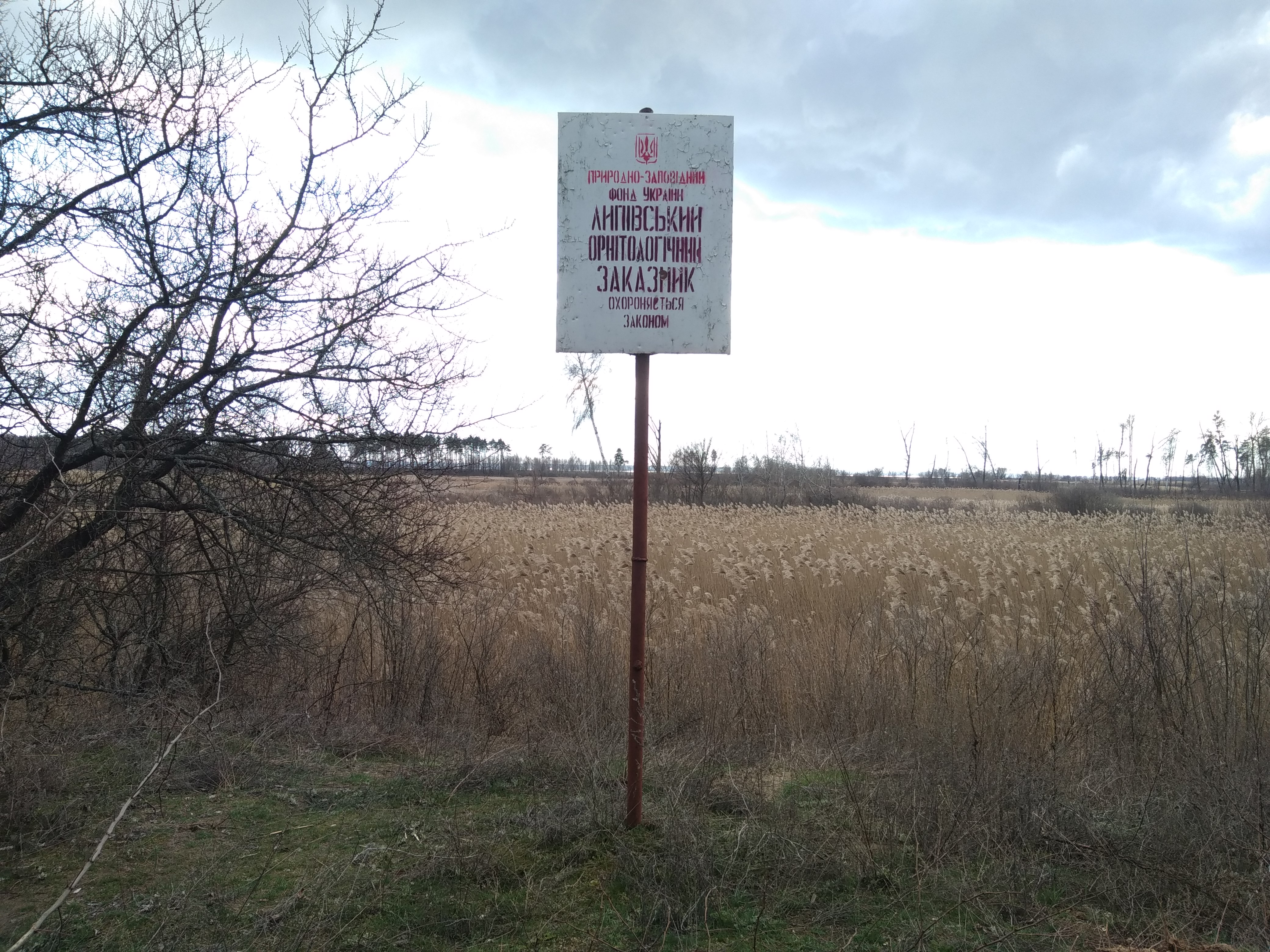